# Crocidura lanosa
Crocidura lanosa es una especie de musaraña de la familia Soricidae.

## Distribución geográfica
Se encuentra en la República Democrática del Congo y en Ruanda.